# 1838 en Grèce
Chronologie de la Grèce
- 1834
- 1835
- 1836
- 1837
- 1838
- 1839
- 1840
- 1841
- 1842

Cette page concerne les évènements survenus en 1838 en Grèce  :

## Événement
- Recensement de la Grèce

## Création
- Lycée Léonin (en)

## Naissance
- Ioúlios Galvánis (el), médecin et professeur d'université.
- Achilléas Paráschos (el), poète.
- Geórgios Vitális (el), sculpteur.

## Décès
- Nouveau martyr Saint Georges de Ioannina (el), saint de l’Église orthodoxe.
- Geórgios Sakellarios (el), médecin chef à la cour d'Ali Pacha de Janina.